# Петро Роїзій
Петро Роїзій (пол. Piotr Roizjusz; близько 1506, місто Альканьїс, Іспанія — 26 квітня 1571, Вільно, Велике Князівство Литовське) — польський та литовський правознавець і поет (епіграматист) іспанського походження; професор римського права в Краківському університеті. Від 1563 року входив до складу кодифікаційної комісії, що готувала проєкт другого Литовського статуту.

## З біографії
Походив з дворянської родини, був сином Мартина Руїс де Морос.
Вчився спершу у рідному місті; вивчав латинську мову та літературу. Потім записався у студенти Університету Лериди (заснований 1300 року). Під час навчання в  Університеті Лериди прийняв духовний сан, був висвячений на диякона (близько 1530 року).
Близько 1537 року через Францію вирушив у подорож до Італії, де п’ять років вивчав право в університетах Падуї, Болоньї, Рима, а також, імовірно, Венеції та Флоренції. 
1538 (чи 1539) Роїзій став доктором обох прав. Також в Італії він вивчав поетику і риторику.
По закінченню навчання в Італії Руїзій мав намір повернутися до Іспанії. Але війна між Франциском  I та імператором Карлом V змусила молодого правознавця до зміни планів.
В кінці 1541 (чи на початку 1542) року на запрошення єпископа краківського і гнєздинського Петра Гамрата Роїзій приїхав до Кракова, де став професором римського права у місцевому університеті. Викладацька діяльність Роїзія у Краківському університеті тривала близько дев’яти років.